# Dragiša Binić
Dragiša Binić, srbski nogometaš, * 21. oktober 1961.
Za jugoslovansko reprezentanco je odigral tri uradne tekme in dosegel en gol.